# Angleton
Angleton är en stad i den amerikanska delstaten Texas med en yta av 27,4 km² och en folkmängd som uppgår till 18 130 invånare (2000). Angleton är administrativ huvudort i Brazoria County. Staden är en del av Texas 14:e kongressdistrikt och representeras för närvarande i USA:s representanthus av Randy Weber.